# 寺山久兼
寺山 久兼（てらやま ひさかね）は戦国時代から江戸時代前期にかけての薩摩国島津氏家臣。『本藩人物誌』には「武勇智謀兼備の人」と記される。

## 生涯
父の直久は島津淡路守の三男で、薩州家2代・島津国久の六男である島津光久の養子となっていた。しかし、直久が9歳の頃に島津貴久の人質となり以後より貴久に仕えると、永禄元年（1558年）直久は島津姓を遠慮し寺山氏を名乗った。
久兼は貴久の跡を継いだ島津義久に従い、天正14年（1586年）の岩屋城攻めに参加、その際に敵の放った大石に兜を打ち砕かれたが、事も無げに合戦に参加し続けた。文禄・慶長の役にも従軍し、慶長3年（1598年）に久兼は手勢2-300にて晋州望津の塞を守っていたのであるが、同年6月20日に明軍が大挙して現れたため晋江にて対陣することとなった。久兼は山に火を放ったり鉄砲を鳴らすなどして、明軍が晋江を渡河しようとするのを阻止した。更に7月10日、酷暑の為に明軍が川へ水浴びに来たのを見て、その日の夜半に選りすぐった鉄砲足軽2-30名を川辺に潜ませると、翌朝に再び明軍が水浴びに来たところを銃撃させている。それから9月頃まで対陣し続けたが、泗川新城に在った島津義弘より招集令が降ったため、望津の塞を焼いて新城へ移り、そこでの泗川の戦いでも鉄砲隊を率いて大功を上げた。
慶長4年（1599年）、庄内の乱が発生すると、島津勢は敵となった伊集院忠真方の城に程近い大隅国市成城へも兵を入れることとなったが、市成城は要害では無いため知勇兼備の大将で無ければ守れないとの理由で、久兼に白羽の矢が立ちその番将に任じられた。また同年6月に島津忠長・樺山久高が伊集院方の大隅恒吉城を攻め落とすと、今度は恒吉城の番を仰せ付かっている。
慶長16年（1611年）に死去した。享年45。